# Dunn (North Carolina)
Dunn is een plaats (city) in de Amerikaanse staat North Carolina, en valt bestuurlijk gezien onder Harnett County.

## Demografie
Bij de volkstelling in 2000 werd het aantal inwoners vastgesteld op 9196.
In 2006 is het aantal inwoners door het United States Census Bureau geschat op 9972, een stijging van 776 (8,4%).

## Geografie
Volgens het United States Census Bureau beslaat de plaats een oppervlakte van
16,1 km², geheel bestaande uit land. Dunn ligt op ongeveer 63 m boven zeeniveau.

## Plaatsen in de nabije omgeving
De onderstaande figuur toont nabijgelegen plaatsen in een straal van 12 km rond Dunn.

## Geboren in Dunn
- William C. Lee (1895-1942), generaal
- Link Wray (1929-2005), gitarist